# Aulacophora artensis
Aulacophora artensis is een keversoort uit de familie bladkevers (Chrysomelidae). De wetenschappelijke naam van de soort werd in 1861 gepubliceerd door Xavier Montrouzier.